# Dendrobium extra-axillare
Dendrobium extra-axillare är en orkidéart som beskrevs av Rudolf Schlechter. Dendrobium extra-axillare ingår i släktet Dendrobium, och familjen orkidéer. Inga underarter finns listade i Catalogue of Life.